# Größeneinflussfaktor
Der Größeneinflussfaktor, oftmals bekannt unter dem englischen Begriff size effect, stellt in der technischen Mechanik eine Festigkeitsabhängigkeit in Abhängigkeit von den Abmessungen dar.
Hierbei gibt es zwei wichtige Effekte:
- je größer/länger die Probe (z. B. ein Seil, Betonwürfel) ist, desto wahrscheinlicher ist es, eine Fehlstelle zu haben, dadurch sinkt die Festigkeit mit der Größe;[1]
- bei Holz können Äste den Querschnitt lokal um einige cm schwächen, und die Spannungen als auch die neutrale Faser müssen hierbei verschoben/umgeleitet werden. Bei großen Querschnitten ist eine lokale Schwachstelle weniger problematisch als bei kleinen, deshalb steigt bei großen Querschnitten die Festigkeit.

## Seil-Beispiel
Wenn man zwei gewichtslose Seile hat, die idente Eigenschaften haben und die unter identen konstanten Lasten belastet werden und eines doppelt so lang wie das andere ist, ist (unter einer idealen Lasteinleitung) die Wahrscheinlichkeit, dass das längere Seil früher versagt, doppelt so hoch. Infolgedessen ist die zu erwartende Festigkeit des längeren Seiles statistisch gesehen niedriger.

## Betonwürfel
Wenn man den gleichen Beton für zwei unterschiedlich große Würfel mit dem gleichen Größtkorn nimmt und einmal einen Würfel macht/herausschneidet in der Größenordnung des Größtkornes und einmal einen Würfel macht/herausschneidet, der deutlich größer ist, wird der kleinere statistisch gesehen nicht nur mehr streuen, sondern auch mehr aushalten. Der Grund hierfür liegt in der Tatsache, dass die Spannungen großteils durch die Bereiche abgeleitet werden, wo viel Gesteinskorn vorliegt, und so die Spannungen nicht durch die schwächere Zementsteinmatrix geführt werden müssen.

## Holz
Eurocode 5 erlaubt für Vollholz mit {\displaystyle \rho _{k}\leq 700\,\mathrm {kg/m^{3}} } die niedriger als 15 cm sind folgende Erhöhung für die Biege- und Zugfestigkeit:
{\displaystyle k_{h}=\min \left\{{\begin{aligned}\left({\frac {150\,{\textrm {mm}}}{h}}\right)^{0{,}2}\\1{,}3\\\end{aligned}}\right.}.
Für Brettschichtholz (kleiner 600 mm) darf man die Zugfestigkeit um folgenden Wert erhöhen:
{\displaystyle k_{h}=\min \left\{{\begin{aligned}\left({\frac {600\,{\textrm {mm}}}{h}}\right)^{0{,}1}\\1{,}1\\\end{aligned}}\right.}.